# Tunelul Meseș
Tunelul Meseș, cu lungimea de 2890 metri este cel mai lung tunel de autostradă planificat să fie construit în România la această dată. Tunelul este amplasat pe autostrada A3 la sud-vestul localității Zalău, având denumirea de la masivul pe care îl străpunge, Muntele Meseș, între Ciumărna și Crasna.

## Detalii constructive
Tunelul Meseș este un tunel rutier la profil de autostradă care are prevăzută o lungime de 2,8 kilometri și două tuburi cu câte doua benzi pe sensul de circulație. Viteza de proiectare este de 120 km/h. Proiectul face parte din tronsonul 3B al autostrăzii Transilvania. Primul portal al tunelului va fi la km 34+260,00 cu o platformă betonată și asfaltată până la intrarea în tunel care va continua cu cele două tuburi până la km 37+146,50 unde se termină cu portalul 2, de unde se va continua cu pltforma betonată/asfaltată.  
Caracteristici principale (prevăzute)
- lungime tub dreapta: 2833,54 m; km 34+303,24 – km 37+136,78;
- lungime tub stânga: 2777 m; km 34+314,50 – km 37+091,50;
- distanța între axele tuburilor: 30 – 38 m;
- ambele tuburi vor fi protejate cu o cămășuială din beton armat;
- acoperire maximă. 233 m;
- declivitate 1,03 %;
- două tuburi cu câte două benzi de circulație (2 x 3,75 m) pe sens;
- viteză de proiectare 120 km/h.[1][2]

Zona și amplasamentul tunelului
Tunelul va asigura traversarea munților Meseș în partea de sud-vest a municipiului Zalău (Județul Sălaj), UAT Zalău și UAT Românași de către tronsonul 3B al autostrăzii Brașov–Borș. În plan orizontal, traseul tunelului se compune dintr-o curbă la stânga cu raza de 1330,00 m, un aliniament, încă o curbă la stânga cu raza de 48000 m, tunelul având o declivitate constantă de 1,03 %.